# 베네치아만

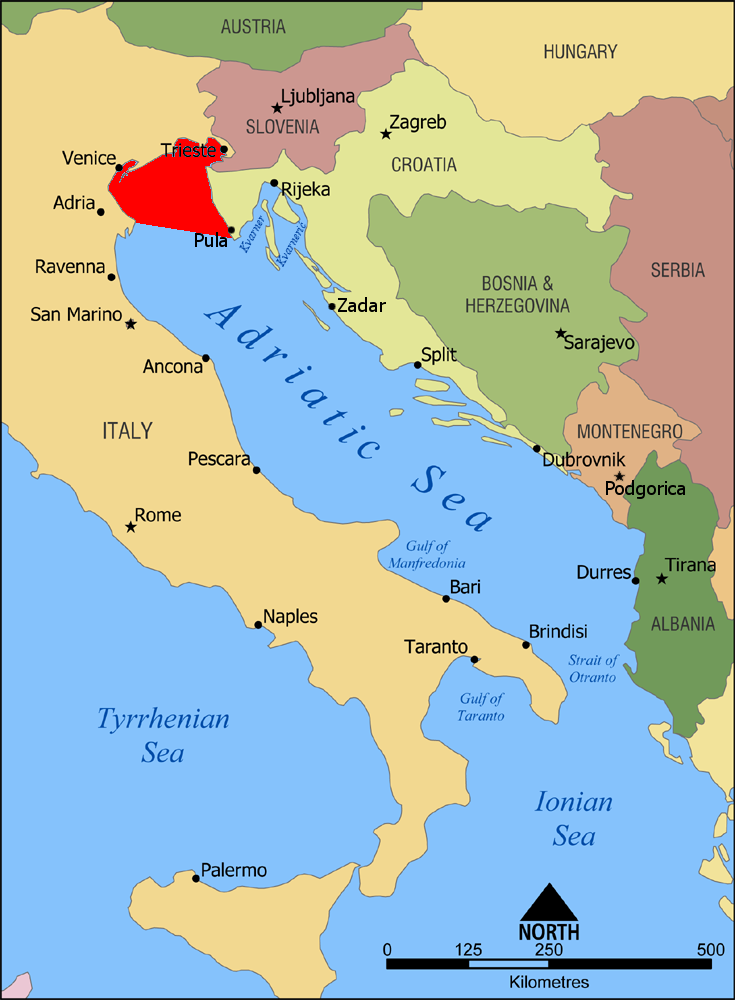
베네치아만

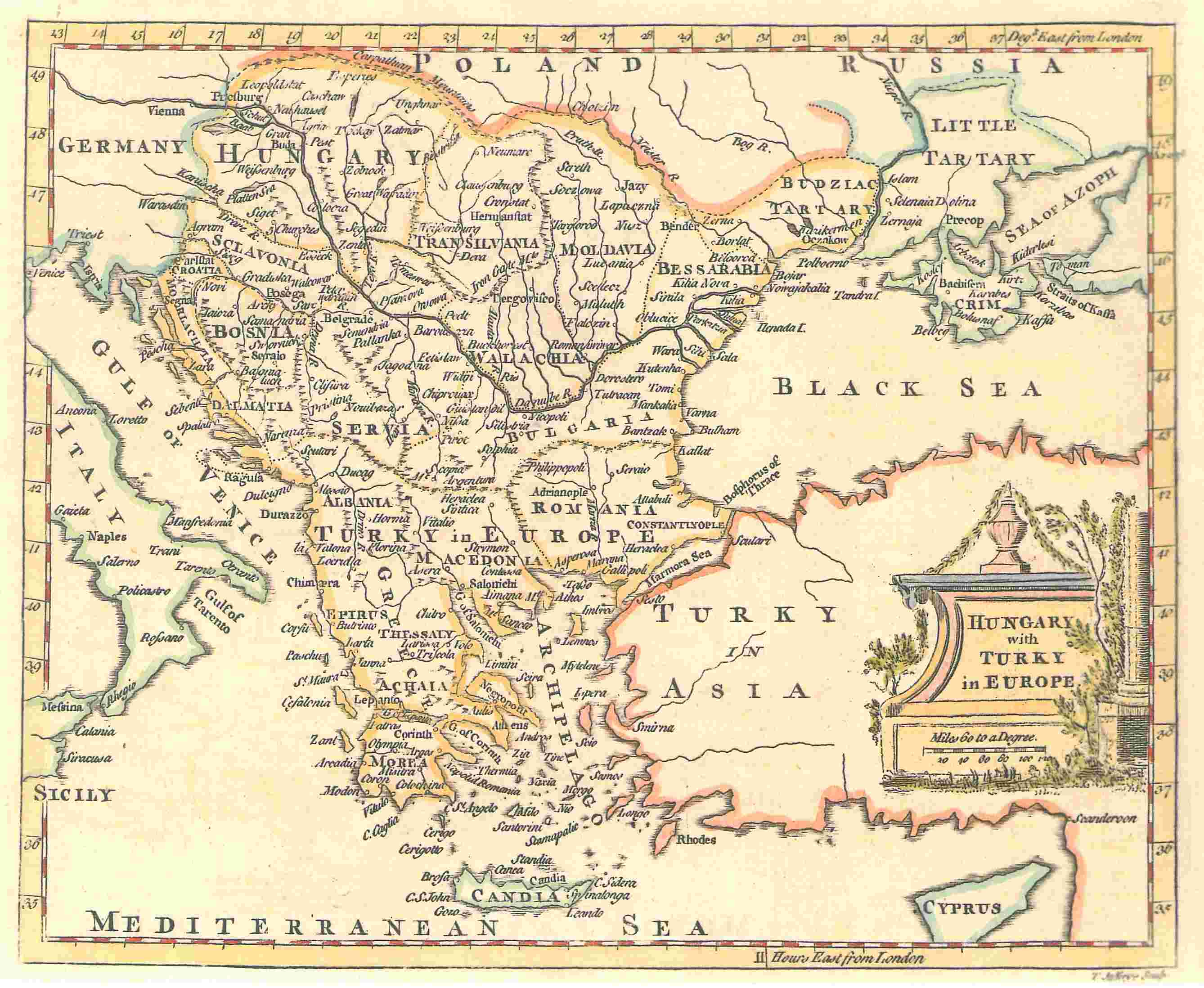
아드리아해를 베네치아만이라고 표기한 옛 지도

베네치아만(이탈리아어: Golfo di Venezia, 스웨덴어: Benátsky záliv, 크로아티아어: Venecijanski zaljev)은 현재는 이탈리아 베네토주와 프리울리-베네치아 줄리아주, 슬로베니아, 크로아티아의 이스트라반도를 둘러싸는 아드리아해 북쪽 끝의 해역을 가리킨다. 포강과 브렌타강이 흘러든다. 그러나 중세 베네치아 공화국의 전성기 때는 아드리아해 전체를 베네치아만(灣)이라고 불렀다.

## 같이 보기
- 트리에스테만
- 베네치아 석호